# 衢州三怪
衢州三怪是聊斋志异的三个妖怪，分别独角怪、白布怪和鸭怪。其中独角怪，晚上看见人单独行走会追，如果有人看到其他人被独角怪追，就会得病；而白布怪住在县学池塘（在今县学街），像一匹白布，如果有人去捡，便被缠住身子，拖入池塘里；而鸭怪住在蛟池街，会在晚上发出的叫声，让听到声音的人肚子痛死。然后分别独角怪住在钟楼上，白布怪住在衢州城县学堂里，鸭怪住在蛟池塘里。中国共产党中央委员会主席毛泽东在1950年代中期从庐山回北京途经術州时，与当时衢州的党政领导谈起过《聊斋志异》中“衡州三怪”的故事。

## 其他三怪
定山三怪,大虎、紅兔、活骷髏三怪
三星 (妖怪)，白鹤、黄鹿、綠毛龜下凡为妖。
安阳亭三怪||蝎子、母猪、公鸡三怪

## 参看
中国妖怪列表